# Pittsburgh Penguins
A Pittsburgh Penguins egy professzionális jégkorongcsapat az Amerikai Egyesült Államokban, Pittsburghben, Pennsylvania államban. A csapat a National Hockey League keleti főcsoportjának világvárosi csoportjában szerepel. A klubot 1967-ben alapították, amikor is a ligát az eredeti 6 csapatról 12-re növelték. A Penguins az első szezonja óta a Mellon Arénában játszott egészen 2010-ig. Ezután az új stadionjuk, a Consol Energy Center, jelenleg pedig a PPG Paints Arena a stadionjuk. Történelmük során ötször nyertek Stanley-kupát, az elsőt 1991-ben, a másodikat pedig egy évre rá, 1992-ben, majd sok-sok év után 2009-ben, majd 2016-ban és eddig utoljára 2017-ben. Ezen kívül egy Stanley-kupa döntőt játszottak, a 2007–2008-as szezon döntőjében azonban alulmaradtak a Detroit Red Wings ellenében. A 2008–2009-es döntő "visszavágó" volt a Red Wingsszel, és 4–3-as összesítéssel megnyerték a kupát.

## Jelenlegi keret
2020. december 5..

### Csatárok
- 12  Zach Aston-Reese (C/W)
- 87  Sidney Crosby (C) (Kapitány)
- 53  Teodors Blugers (C/LW)
- 59  Jake Guentzel (RW/LW)
- 14  Mark Jankowski (C)
- 42  Kasperi Kapanen (RW/LW)
- 71  Jevgenyij Malkin (C) (Alternatív Kapitány)
- 18  Sam Lafferty (C/LW)
- 19  Jared McCann (C/LW)
- 9  Evan Rodrigues (C/W)
- 17  Bryan Rust (RW/LW)
- 7  Colton Sceviour (C/W)
- 13  Brandon Tanev (LW/RW)
- 16  Jason Zucker (LW/RW)

### Hátvédek
- 4   Cody Ceci
- 58  Kris Letang
- 6   John Marino
- 5   Mike Matheson
- 8   Brian Dumoulin (Alternatív Kapitány)
- 28  Marcus Pettersson
- 50  Juuso Riikola
- 2  Chad Ruhwedel

### Kapusok
- 35  Tristan Jarry
- 1  Casey DeSmith

## Jelentősebb játékosok

### Hírességek Csarnokának tagjai

#### Játékosok
- Andy Bathgate, JSz, (1967–1968, 1970–1971) beválasztva: 1978
- Leo Boivin, V, (1967–1969) beválasztva: 1986
- Paul Coffey, V, (1987–1992) beválasztva: 2004
- Ron Francis, C, (1990–1998) beválasztva: 2007
- Tim Horton, V, (1971–1972) beválasztva: 1977
- Mario Lemieux, C, (1984–1997, 2000–2006) beválasztva: 1997
- Joe Mullen, JSz, (1990–1995, 1996–1997) beválasztva: 2000
- Larry Murphy, V, (1990–1995) beválasztva: 2004
- Bryan Trottier, C, (1990–1992, 1993–1994) beválasztva: 1997
- Luc Robitaille, JSz, (1995) beválasztve: 2009

#### Edzők
- Scotty Bowman, igazgatő és edző, (1990–1993) beválasztva: 1991
- Bob Johnson edző (1990–1991) beválasztva: 1992
- Craig Patrick GM és edző (1989–2006) beválasztva 2001
- Herb Brooks edző (1999–2000) beválasztva: 2006

#### Egyéb
- Média – Mike Lange bemondó (1975–jelen) beválasztva 2001 – Foster Hewitt-emlékdíj
- Média – Dave Molinari, újságíró, Pittsburgh Post-Gazette beválasztva 2009 – Elmer Ferguson-emlékdíj

### Csapatkapitányok
- Ab McDonald, 1967–1968
- Nem volt csapatkapitány, 1968–1973
- Ron Schock, 1973–1977
- Jean Pronovost, 1977–1978
- Orest Kindrachuk, 1978–1981
- Randy Carlyle, 1981–1984
- Mike Bullard, 1984–1986
- Terry Ruskowski, 1986–1987
- Dan Frawley, 1987
- Mario Lemieux, 1987–1994
- Nem volt csapatkapitány, 1994–1995 (Lockout)
- Ron Francis, 1995
- Mario Lemieux, 1995–1997
- Ron Francis, 1997–1998
- Jaromír Jágr, 1998–2001
- Mario Lemieux, 2001–2006
- Nem volt csapatkapitány, 2006–2007
- Sidney Crosby, 2007-jelenleg

### Visszavonultatott mezszámok
- 21 Michel Brière (C), (1969–1970) 1971-ben halt meg egy autóbaleset következtében. A mezét hivatalosan 2001. január 5-én vonultatták vissza de addig szintén senki nem hordhatta.
- 66 Mario Lemieux, C (1984–1997) & (2000–2006) a mezét 1997. november 19-én vonultatták vissza; mikor 2000. december 27-én visszatért a 66-os mezt ismét "játékba helyzeték". Mikor 2006. október 5-én végleg visszavonult Lemieux a mezét is vissza-visszavonultatták.
- 68 Jaromír Jágr, W (1999–2001) a mezét 2024. február 18-án vonultatták vissza.[3]
- 99 Wayne Gretzky, C: a meze az egész ligában vissza van vonultatva 2000. február 6-a óta (az arénában nem lóg Gretzky mez a mennyezeten).

### A Penguins első körös draftjai
- 1967: Steve Rexe (2. helyen)
- 1968: Garry Swain (4. helyen)
- 1969: Nem draftolt az első körben
- 1970: Greg Polis (7. helyen)
- 1971: Nem draftolt az első körben
- 1972: Nem draftolt az első körben
- 1973: Blaine Stoughton (7. helyen)
- 1974: Pierre Larouche (8. helyen)
- 1975: Gordon Laxton (15. helyen)
- 1976: Blair Chapman (2. helyen)
- 1977: Nem draftolt az első körben
- 1978: Nem draftolt az első körben
- 1979: Nem draftolt az első körben
- 1980: Mike Bullard (kilencedik helyen)
- 1981: Nem draftolt az első körben
- 1982: Rich Sutter (10. helyen)
- 1983: Bob Errey (15. helyen)
- 1984: Mario Lemieux (1. helyen), Doug Bodger (9. helyen), Roger Belanger (16. helyen)
- 1985: Craig Simpson (2. helyen)
- 1986: Zarley Zalapski (4. helyen)
- 1987: Chris Joseph (5. helyen)
- 1988: Darrin Shannon (4. helyen)
- 1989: Jamie Heward (16. helyen)
- 1990: Jaromír Jágr (5. helyen)
- 1991: Markus Näslund (16. helyen)
- 1992: Martin Straka (16. helyen)
- 1993: Stefan Bergkvist (26. helyen)
- 1994: Chris Wells (24. helyen)
- 1995: Alekszej Morozov (24. helyen)
- 1996: Craig Hillier (23. helyen)
- 1997: Robert Dome (17. helyen)
- 1998: Milan Kraft (23. helyen)
- 1999: Konstantin Koltsov (18. helyen)
- 2000: Brooks Orpik (18. helyen)
- 2001: Colby Armstrong (21. helyen)
- 2002: Ryan Whitney (5. helyen)
- 2003: Marc-André Fleury (1. helyen)
- 2004: Jevgenyij Malkin (2. helyen)
- 2005: Sidney Crosby (1. helyen)
- 2006: Jordan Staal (2. helyen)
- 2007: Angelo Esposito (20. helyen)
- 2008: Nem draftolt az első körben
- 2009: Simon Després (30. helyen)
- 2010: Beau Bennett (20. helyen)
- 2011: Joe Morrow (23. helyen)
- 2012: Derrick Pouliot (8. helyen), Olli Määttä (22. helyen)
- 2013: Nem draftolt az első körben
- 2014: Kasperi Kapanen
- 2015: Nem draftolt az első körben

### A csapat legeredményesebb játékosai
| Játékos          | Poszt | MSz | G   | A    | P    | P/M  |
| Mario Lemieux    | C     | 915 | 690 | 1033 | 1723 | 1.88 |
| Jaromír Jágr     | JSz   | 806 | 439 | 640  | 1079 | 1.34 |
| Rick Kehoe       | JSz   | 722 | 312 | 324  | 636  | .88  |
| Ron Francis      | C     | 533 | 144 | 449  | 613  | 1.15 |
| Sidney Crosby    | C     | 434 | 223 | 386  | 608  | 1.40 |
| Jean Pronovost   | JSz   | 753 | 316 | 287  | 603  | .80  |
| Kevin Stevens    | BSz   | 522 | 260 | 295  | 555  | 1.06 |
| Jevgenyij Malkin | C     | 427 | 208 | 319  | 527  | 1.27 |
| Syl Apps, Jr.    | C     | 495 | 151 | 349  | 500  | 1.01 |
| Martin Straka    | C     | 560 | 165 | 277  | 442  | .79  |

## NHL-díjak és -trófeák
Stanley-kupa
- 1991, 1992, 2009, 2016, 2017

Elnöki trófea
- 1993

Prince of Wales-trófea
- 1991, 1992, 2008, 2009, 2016

Art Ross-trófea
- Mario Lemieux: 1988, 1989, 1992, 1993, 1996, 1997
- Jaromír Jágr: 1995, 1998, 1999, 2000, 2001
- Sidney Crosby: 2007, 2014
- Jevgenyij Malkin: 2009, 2012

Bill Masterton-emlékkupa
- Lowell MacDonald: 1973
- Mario Lemieux: 1993

Calder-emlékkupa
- Mario Lemieux: 1985
- Jevgenyij Malkin: 2007

Conn Smythe-trófea
- Mario Lemieux: 1991, 1992
- Jevgenyij Malkin: 2009
- Sidney Crosby: 2016, 2017

Frank J. Selke-trófea
- Ron Francis: 1995

Hart-emlékkupa
- Mario Lemieux: 1988, 1993, 1996
- Jaromír Jágr: 1999
- Sidney Crosby: 2007, 2014
- Jevgenyij Malkin: 2012

James Norris-emlékkupa
- Randy Carlyle: 1981

Lady Byng-emlékkupa
- Rick Kehoe: 1981
- Ron Francis: 1995, 1998

Lester B. Pearson-díj/Ted Lindsay-díj
- Mario Lemieux: 1986, 1988, 1993, 1996
- Jaromír Jágr: 1999, 2000
- Sidney Crosby: 2007, 2014
- Jevgenyij Malkin: 2012

Lester Patrick-trófea
- Joe Mullen: 1995
- Mario Lemieux: 2000
- Craig Patrick: 2000
- Herb Brooks: 2002

NHL Plus-Minus Award
- Mario Lemieux: 1993
- Ron Francis: 1995

Lou Marsh-trófea
- Mario Lemieux: 1993
- Sidney Crosby: 2007, 2009

Mark Messier Leadership Award
- Sidney Crosby: 2010

Maurice 'Rocket' Richard-trófea
- Sidney Crosby: 2010  (megosztva Steven Stamkosszal, aki a Tampa Bay Lightning játékosa)

Jack Adams-díj
- Dan Bylsma: 2011

NHL All-Star Gála MVP
- Greg Polis: 1973
- Mario Lemieux: 1985, 1988, 1990

NHL All-Rookie Team
- 1985: Mario Lemieux, Warren Young
- 1989: Zarley Zalapski
- 1991: Jaromír Jágr
- 1997: Patrick Lalime
- 2003: Sebastien Caron
- 2004: Ryan Malone
- 2006: Sidney Crosby
- 2007: Jevgenyij Malkin, Jordan Staal

NHL Első All-Star Csapat
- 1981: Randy Carlyle
- 1988: Mario Lemieux
- 1989: Paul Coffey, Mario Lemieux
- 1992: Kevin Stevens
- 1993: Mario Lemieux
- 1995: Jaromír Jágr
- 1996: Jaromír Jágr, Mario Lemieux
- 1997: Mario Lemieux
- 1998: Jaromír Jágr
- 1999: Jaromír Jágr
- 2000: Jaromír Jágr
- 2001: Jaromír Jágr
- 2007: Sidney Crosby
- 2008: Jevgenyij Malkin
- 2009: Jevgenyij Malkin
- 2012: Jevgenyij Malkin, James Neal
- 2013: Sidney Crosby, Chris Kunitz
- 2014: Sidney Crosby

NHL Második All-Star Csapat
- 1986: Mario Lemieux
- 1987: Mario Lemieux
- 1990: Paul Coffey
- 1991: Kevin Stevens
- 1992: Mario Lemieux
- 1993: Tom Barrasso, Larry Murphy, Kevin Stevens
- 1995: Larry Murphy
- 1997: Jaromír Jágr
- 2001: Mario Lemieux
- 2013: Kris Letang

## Csapat játékos rekordok

### Pályafutási
- Legtöbb szezon a csapatnál: 17, Mario Lemieux
- Legtöbb mérkőzés: 915, Mario Lemieux
- Legtöbb gól: 690, Mario Lemieux
- Legtöbb gólpassz: 1033, Mario Lemieux
- Legtöbb pont: 1723, Mario Lemieux
- Legtöbb kiállitásperc: 1048, Kevin Stevens
- Legtöbb egymás után játszott mérkőzés: 358, Jordan Staal

Kapusrekordok
- Legtöbb mérkőzés: 416, Tom Barrasso
- Legtöbb shutout: 22, Tom Barrasso
- Legtöbb győzelem: 226, Tom Barrasso

### Szezon
- Legtöbb gól: 85, Mario Lemieux (1988–1989)
- Legtöbb gólpassz: 114, Mario Lemieux (1988–1989)
- Legtöbb pont: 199, Mario Lemieux (1988–1989)
- Legtöbb pont (hátvéd): 113, Paul Coffey (1988–1989)
- Legtöbb pont (újonc): 102, Sidney Crosby (2005–2006)
- Legtöbb kiállitásperc: 409, Paul Baxter (1981–1982)

Kapusrekordok
- Legtöbb mérkőzés: 67, Marc-André Fleury (2006–2007)
- Legtöbb shutout: 7, Tom Barrasso (1997–1998)
- Legtöbb győzelem: 43, Tom Barrasso (1992–1993)

### Rájátszás
- Legtöbb győzelem egy rájátszás sorozatban: 16 Tom Barrasso (1992) és Marc-André Fleury (2009)
- Legalacsonyabb kapott gól átlag egy rájátszás sorozatban: Ron Tugnutt, 1.77 (2000)
- Legjobb védési hatékonyság egy rájátszás sorozatban: Ron Tugnutt, .945% (2000)
- Legtöbb rájátszás SO: Tom Barrasso, 6
- Legtöbb rájátszás SO egy szezonban: Marc-André Fleury, 3 (2008)
- Legtöbb dupla pontos mérkőzés egymás után: Jevgenyij Malkin, 6, (2009)